# Raging Thunder 2
Raging Thunder 2 (с англ. — «Бушующий гром 2») — гоночная игра с кроссплатформенным мультиплеером, разработанная и изданная шведскими компаниями Polarbit и Pixelbite в 2010 году для платформ Android, iOS, Nokia, Zeebo, Symbian OS, LG webOS и macOS. Является третьей игрой в серии Raging Thunder после игры Global Race: Raging Thunder. Игра получила высокие отзывы критиков.

## История

### Raging Thunder(2006)
Серия игр Raging Thunder берёт начало в 2006 году, когда первая игра серии, Raging Thunder, была выпущена на Symbian OS, Java, Nokia и Palm OS, а затем, в период с 2008 по 2013 года она была выпущена на Android, iOS, Sony Ericsson Xperia Play и Windows Phone. Игра получила смешанные оценки критиков, но тем не менее, издательство Pocket Gamer отмечало, что Raging Thunder «вызвал бурю» в App Store. Java-версия игры значительно отличалась от версии Palm OS и обычной версии: она была в 2D и с видом сверху, а также в ней был только 1 автомобиль (в обычной версии их было 4) а также 10 треков, а изданна она была некими Raze. В версии Palm OS был отдельный гараж, в то время как в обычной версии было только меню с выбором автомобиля. В ноябре 2008 года Polarbit сообщила о запуске кроссплатформенного мультиплеера.

### Global Race: Raging Thunder(2007)
Вторая игра серии, Global Race: Raging Thunder, была разработана компаниями Polarbit и Gamelion и издана Nokia Oyj 25 июня 2007 года на Symbian OS и в 2009 году на Nokia. В игре было 3 автомобиля и 5 трасс. Для Nokia существовало DLC с 11 дополнительными трассами. Игра также включала в себя Bluetooth-мультиплеер.

### Raging Thunder 2(2010)
Третья игра серии, Raging Thunder 2, была анонсирована в январе 2010 года. Её разработкой занимались шведские компании Polarbit и Pixelbite.

## Рецензии
| Сводный рейтинг    | Сводный рейтинг |
| Агрегатор          | Оценка          |
| ------------------ | --------------- |
| Metacritic         | 78/100          |
| Иноязычные издания |                 |
| Издание            | Оценка          |
| GamePro            | [ 25 ]          |
| AppAdvice          | [ 26 ]          |
| 148Apps            | [ 27 ]          |
| Pocket Gamer       | [ 28 ]          |

Raging Thunder 2 получила «в основном положительные отзывы», согласно сайту-агрегатору Metacritic. В своём обзоре Райан Ригни (Ryan Rigney) из GamePro пишет, что управление в игре «на удивление хорошее» и что оптимизация и обучение в ней не идеальны. Джон Манди (John Mundy) из Pocket Gamer критикует игру за непредсказуемость строения уровней и за возможность встречи с заметно более слабым или более сильным соперником в мультиплеере, отмечая уникальность Raging Thunder 2: по его словам, разработчики смогли создать интересную комбинацию картинговых и аркадных гонок.